# スズキ・M型エンジン
スズキ・M型エンジンは、スズキ製直列4気筒ガソリンエンジンの系列である。排気量別に幾つかのバリエーションが存在する。

## 概要
同社の従来のG型エンジンの後継として、2000年1月に発表された初代スイフト(HT51S)にM13A型として初めて採用された。
世界戦略車用エンジンとしての位置付けであり、排出ガス性能・燃費性能・力強さなどの条件をクリアしつつ、G型エンジンの短所であった音と振動の問題を克服する事が開発コンセプトとされた。
開発当初から、1.3L～1.8Lの排気量を想定して設計されており、2001年1月に1,796ccのM18A型がエリオに搭載されて販売が開始された。

## 構造
基本構成は水冷直列4気筒DOHC16バルブで自然吸気のみ。
国内仕様は全て吸気側にVVTを採用している。ただし輸出仕様ではグレードによって未装備の物もある。
タイミングチェーンは音の静かなタイプを採用し、アルミ製エンジンヘッドカバーとの共鳴を低減、そのヘッドカバーはフローティング式を採用、振動と騒音を抑えるクランク軸受けなど、徹底して低振動で静粛性に優れたエンジンとして開発された。また、エンジン内部の換気を積極的に行う新方式を採用。エンジンオイルの劣化を遅らせ、オイルの寿命を延ばし、メンテナンス性を向上した。
シリンダーブロックはアルミ合金製で軽量化を図っている。ブロック製造時の大きな特徴として、ダミーのシリンダーヘッドとヘッドガスケットを完成品同様にボルトで組み付けた上で、シリンダー内面を加工している。これはボルトの締め込みによるブロックの歪みを再現しつつ加工することで、実際にボルトが締め込まれた完成品においてもシリンダーの真円度や寸法精度を保証するためのものである。従来はレーシング用エンジン向けの工法だったが、量産車用としては本機が初の採用例となった。
組み合わせられるトランスミッションは、当初は4速ATもしくは5速MTであり、2011年に発売された3代目スイフトスポーツにはCVTと6速MTを採用。SX4 S-CROSSには、2013年発売の1型にCVTを採用、2017年に2型へモデルチェンジした際に6速ATを採用。
2000年4月に、M13Aエンジンを搭載したJB43型のジムニーワイドの販売が開始された(2002年1月に型式はJB43型のままジムニーシエラに改名)。この車種のエンジン搭載方法はM型エンジン搭載車の中で最初の縦置きである。このJB43型は2018年7月まで18年間販売された。
また、JB43型の他にも、2006年6月から2007年5月まで日本国内に於いても短期間販売されたTA74W型の3代目エスクード・3ドア・M16Aエンジン搭載車でもM型エンジンの縦置き搭載が採用されている。このM16Aエンジン搭載の3代目エスクードは、海外向けではモデルが終了するまで継続販売された。
なお、次期モデルの4代目エスクードでは縦置きではなく横置きが採用されている。
2009年5月のSX4の一部改良に伴い、M15A型には、エンジン回転数に応じて電動フラップにて吸気管路を切り替える事でインマニ管長を変化させ、燃費性能を維持しながら低中速域でのトルクアップを実現させる機構である「可変吸気システム」が採用された。また、点火方式について、コストダウンの目的で2つの気筒を1つのイグニッションコイルで点火させる「セミダイレクトイグニッション方式」の採用を廃止して、1気筒あたりイグニッションコイルが1個の「通常のダイレクトイグニッション方式」をM型エンジンで初めて採用して改良された。
同じ2009年5月に一部改良されたZC31S型スイフトスポーツのM16AエンジンやZC11S/ZD11S型スイフトのM13Aエンジン等では「セミダイレクトイグニッション方式」が引き続き採用されて、改良は行われなかった。
この時期(2009年5月)以降にフルモデルチェンジした車両に搭載されるM型エンジンは全て「通常のダイレクトイグニッション方式」が採用される様になったのだが、2000年の発売開始から18年間フルモデルチェンジが行われずにエンジンに大きな改良が施されなかったJB43型ジムニーシエラのM13Aエンジンでは、2018年に販売終了するまで「セミダイレクトイグニッション方式」が採用され続けた。
2011年11月にスイフトスポーツが3代目のZC32S型にフルモデルチェンジする際にM16A型は改良されて搭載され、可変吸気システムの採用、吸気VVT制御の最適化、バルブリフト量の増加、冷却システムの改良を行い、高効率化を図ったことで、1.6リットルの自然吸気エンジンで排出ガス規制に対応させながら100kW(136PS)の高出力を達成した。しかし、初代・2代目のスイフトスポーツに採用されていた鍛造ピストンは3代目スイフトスポーツでは採用がされなかった。
M型エンジンの耐久性について、ダウンサイジングや直噴・デュアルインジェクターなどの低燃費技術が流行る以前に登録車専用のエンジンとして開発が行われ、技術が熟成された従来方式のポート噴射を採用しており、構造がシンプルで余分な物が付いていない自然吸気エンジンであるので、多走行車であっても必要なメンテナンスを行っていればオイル上がりやオイル下がりなどのトラブルが少なく、スズキ社製のエンジンとしては耐久性があり長寿命なエンジンである。また、エンジンオイル容量が約4リットル(搭載車種によりオイルパンが違うため若干容量が異なる)であり、この排気量のエンジンオイル容量としては多めに確保されている事も長寿命性を高めている。

## 諸元

### M13A
- 構成　水冷直列4気筒DOHC16バルブ VVT
  - 排気量　1,328cc
  - 内径×行程　78.0mm×69.5mm
  - 圧縮比　9.5
  - 出力・トルク
  - (1)65kW(88PS)/6,000rpm　118Nm(12.0kgf-m)/3,400rpm
  - (2)67kW(91PS)/6,000rpm　118Nm(12.0kgf-m)/4,000rpm
  - 採用車種
    - スイフト
    - ジムニーワイド
    - ジムニーシエラ
    - ワゴンRソリオ
    - シボレー・MW
    - シボレー・クルーズ

### M15A
- 構成　水冷直列4気筒DOHC16バルブ VVT
  - 排気量　1,490cc
  - 内径×行程　78.0mm×78.0mm
  - 圧縮比
    - (1)9.5
    - (2)11.0 (ハイオク仕様・鍛造ピストン採用)
    - (3)10.0 (可変吸気システム採用)

  - 出力・トルク
  - (1)81kW(110PS)/6,000rpm　143Nm(14.6kgf-m)/4,000rpm
  - (2)85kW(115PS)/6,400rpm　143Nm(14.6kgf-m)/4,100rpm
  - (3)82kW(111PS)/6,000rpm　145Nm(14.8kgf-m)/4,400rpm
  - 採用車種
    - エリオ (1)
    - SX4 (1)(3)
    - シボレー・クルーズ (1)
    - 初代スイフトスポーツ (2)

### M16A
- 構成　水冷直列4気筒DOHC16バルブ VVT
  - 排気量　1,586cc
  - 内径×行程　78.0mm×83.0mm
  - 圧縮比
    - (1)11.1 (2代目スイフトスポーツ　ハイオク仕様・鍛造ピストン採用)
    - (2)10.5 (3代目エスクード　ハイオク仕様)
    - (3)11.0 (3代目スイフトスポーツ　ハイオク仕様・可変吸気システム採用)
    - (4)11.0 (SX4 S-CROSS・4代目エスクード　レギュラーガソリン仕様)

  - 出力・トルク
  - (1)92kW(125PS)/6,800rpm　148Nm(15.1kgf-m)/4,800rpm
  - (2)78kW(106PS)/5,900rpm　145Nm(14.8kgf-m)/4,100rpm
  - (3)100kW(136PS)/6,900rpm　160Nm(16.3kgf-m)/4,400rpm
  - (4)86kW(117PS)/6,000rpm　151Nm(15.4kgf-m)/4,400rpm
  - 採用車種
    - スイフトスポーツ (1)(3)
    - エスクード (2)(4)
    - SX4 S-CROSS (4)
    - アリビオ (中国向け輸出仕様のみ)
    - エリオ (輸出仕様のみ)

### M18A
- 構成　水冷直列4気筒DOHC16バルブ VVT
  - 排気量　1,796cc
  - 内径×行程　83.0mm×83.0mm
  - 圧縮比　9.6
  - 出力・トルク
  - 92kW(125PS)/5,500rpm　170Nm(17.3kgf-m)/4,200rpm
  - 採用車種
    - エリオ

上記の通り、最も廉価で排気量の小さいM13Aはショートストロークを、M15A及びM18Aはスクエアストロークを採用しているが、2・3代目のスイフトスポーツなどに搭載されているM16Aはロングストロークであり、スポーツというグレードの性格とは逆の方式を採用している。

## 参考
1. ↑  世界の主役となる小型車用の次世代1.3リッターエンジン(JAMA)